# Synthesis
I Synthesis sono una band heavy metal italiana nata a Terni (Umbria) nel 1978.

## Storia
Hanno vinto due edizioni del "Chianciano Rock", festival per nuove proposte tra la fine degli anni ottanta e l'inizio degli anni novanta. Altre partecipazioni sono state in compilation quali Metallo Italia con il brano "The Light" (Reflex Records, 1984); Not Just Spaghetti And Mandolini (1988), per l'etichetta Amtal Blade con il brano "Asylum"; Concorso Chianciano Rock (1989) per la Al Capone Records, con "Rockin' All Night"; Who Plays Rock II del 1993 con il brano "Liar"; La stalattite d'oro, uscito per la Fonit Cetra sempre nel 1993.
Ottenuto un vero contratto discografico, i Synthesis possono dare l'avvio ad una produzione discografica autonoma, svincolata dal contesto delle compilation, e per l'Andromeda Relix (etichetta discografica veronese specializzata nel metal italiano degli anni '80) viene pubblicato il cd "Synthetic History" nel 2005, successivamente un "Live" nel 2006, ed il nuovo "A Wider Space" nel 2008, entrambi per la LM Records.
La raccolta Synthetic History li vede affacciarsi nelle classifiche dei magazine Metal Hammer e Metal Maniac.

## Stile musicale
Lo stile dei Synthesis, partito da un heavy metal classico dalle tonalità oscure, si è nel corso degli anni evoluto toccando generi quali power metal e progressive metal, rimanendo estraneo a successive evoluzioni moderne quali il nu-metal.

## Formazione

### Formazione attuale
- Giulio Rossi - chitarra
- Roberto Casini - voce - chitarra
- Roberto Uccellini - batteria
- Massimo Evangelisti - basso - voce

### Ex componenti
- Alessandro Mechelli - chitarra
- Giuseppe Maniaci - basso
- Piero Jatteri - Chitarra[2]
- David Pieralisi - chitarra, voce
- Giulio Biocca - voce
- Aurelio - basso, chitarra
- Stefano Marinozzi - basso
- Roberto Piantoni - basso
- Francesco Martinelli - basso
- Andrea Della Sala - batteria
- Salvatori  Leonardo- voce

## Discografia

### Demo
- The Price Of Glory - 1983
- Synthesis - 1986
- Synthesis - 1989 Rare
- Synthetic Sin - 1992
- Synthesis Live - 1995

### Full-length
- Incipit Vita Nova - 2000
- A Wider Space - 2008
- A New Romantic Age - 2014

### Raccolte
- Synthetic History - 2005

### Live
- Synthesis Live - 2006

### Altre partecipazioni[3]
- Metallo Italia - 1984
- Green Village - 1985
- Not Just Spaghetti And Mandolini - 1988
- Concorso Chianciano Rock - 1989
- Who Plays Rock II - 1993
- La Stallattite d'Oro - 1993
- Heavy Rendez Vous II - 2006
- Heavy Rendez Vous III - 2008